# Batalha de Tuarga
Batalha de Tuarga foi um confronto militar durante a Guerra Civil Líbia de 2011, que começou em 11 de agosto de 2011, quando as forças rebeldes anti-Gaddafi baseadas em Misrata avançaram para o sudeste ao longo da estrada para Sirte no início da manhã e atacaram posições do Exército Líbio na cidade de Tuarga. Terminou em 13 de agosto, quando as tropas rebeldes, depois de capturar a cidade, liberaram-na dos atiradores e posições de artilharia que ameaçavam Misrata.

## Batalha
Em 11 de agosto, as forças rebeldes, incluindo de três a seis tanques, avançaram em Tuarga pelo sul e leste. A Al Jazeera English descreveu a ofensiva como "uma operação altamente coordenada com a OTAN", que teria realizado ataques aéreos contra forças lealistas em apoio aos rebeldes.
Depois de quase dois dias inteiros de combates, os rebeldes reivindicaram a vitória no final de 12 de agosto. Um combatente relatou que, embora a batalha fosse muito intensa, inicialmente, muitos soldados lealistas acabaram fugindo. Em 13 de agosto, combates de baixo nível continuaram no antigo quartel de Tuarga, enquanto as tropas rebeldes tentavam expulsar franco-atiradores e outros defensores. De acordo com um repórter da Al-Jazeera que testemunhou os acontecimentos, um comandante rebelde foi morto a tiros ao tentar negociar a rendição dos redutos gaddafistas. Ali Ahmed al Sheh, um comandante rebelde, afirmou que soldados leais a Gaddafi usaram civis como escudos humanos, impedindo que suas forças usassem metralhadoras pesadas e retardando a ofensiva.
Em 13 de agosto, o vice-ministro das Relações Exteriores de Gaddafi, Khaled Kaim, declarou que o ataque rebelde a Tuarga havia fracassado, afirmando que membros das tribos de Bani Walid haviam se juntado aos combates na noite anterior e repelido as forças rebeldes até Misrata. Esta alegação não foi verificada de forma independente. Os próprios rebeldes alegaram que estavam se aproximando do último atirador e das posições da artilharia pró-Gaddafi na cidade. No final do dia, um porta-voz do Conselho Nacional de Transição afirmou que Tuarga estava garantida.